# Ameriški veslokljun
Ameriški veslokljun (znanstveno ime Polyodon spathula) je sladkovodna riba, ki živi v porečju reke Mississippi. Nekoč je bila ta vrsta razširjena tudi v jezeru Erie in njegovih pritokih, vendar pa ja danes tam najverjetneje iztrebljena.

## Opis
Ameriški veslokljun je v bližnjem sorodu z jesetri, v dolžino pa lahko zraste do 220 cm ter tehta do 100 kg. Svoje ime je dobil po značilno oblikovani zgornji čeljusti, ki je podaljšana in sploščena ter spominja na veslo. Znanstveniki so mnenja, da ima v tem izrastku občutljive elektroreceptorje, s katerimi v kalni vodi išče plen in si pomaga pri orientaciji. Osnovna hrana teh rib je zooplankton, občasno pa se odrasle ribe hranijo tudi z raznimi raki. Polyodon spathula je edina živeča vrsta veslokljunov, saj je kitajski veslokljun (Psephurus gladius) najverjetneje iztrebljen.

## Razširjenost in gospodarski pomen
Ameriški veslokljune je bil nekoč pogosta vrsta v osrednjem delu vzhodnih ZDA. Danes je zaradi pretiranega izlova in spreminjanja naravnega okolja ta ribja vrsta močno ogrožena. Meso in ikre ameriškega veslokljuna sta namreč izjemno priljubljena hrana, gradnja jezov pa tem ribam zapira pot do primernih delov reke za drst. Vrsto so okoli leta 1900 iztrebili iz jezera Erie in njegovih pritokov, invazivne vrste, ki so poselile velika jezera pa so tako zmanjšala količino zooplanktona, da bi vsi poskusi umetne naselitve teh rib v jezera najverjetneje propadli. V zadnjem času naj bi ameriškega veslokljuna opazili v Donavi, ni pa povsem jasno ali je tja zašel iz ribogojnic v Romuniji in Bolgariji, ki so bile poplavljene v velikih poplavah leta 2006, ali so jih v reko izpustili že prej in so odrasle v Donavi.
Zaradi svoje velikosti je ameriški veslokljun še vedno priljubljena tarča športnih ribičev v ZDA, ker pa se hrani pretežno s planktonom ga lovijo s potegom, kar še dodatno ogroža te velike ribe. Danes v več zveznih državah gojijo veslokljune in jih izpuščajo nazaj v naravno okolje.